# Ponte sotto la pioggia
Ponte sotto la pioggia è un dipinto del pittore olandese Vincent van Gogh, realizzato nel 1887 e ubicato nel Van Gogh Museum ad Amsterdam.
È un'interpretazione del celebre artista della silografia policroma Acquazzone sul ponte Shin-Ōhashi ad Atake (1857), ovvero la 58esima stampa delle Cento vedute famose di Edo del giapponese Utagawa Hiroshige.

## Descrizione

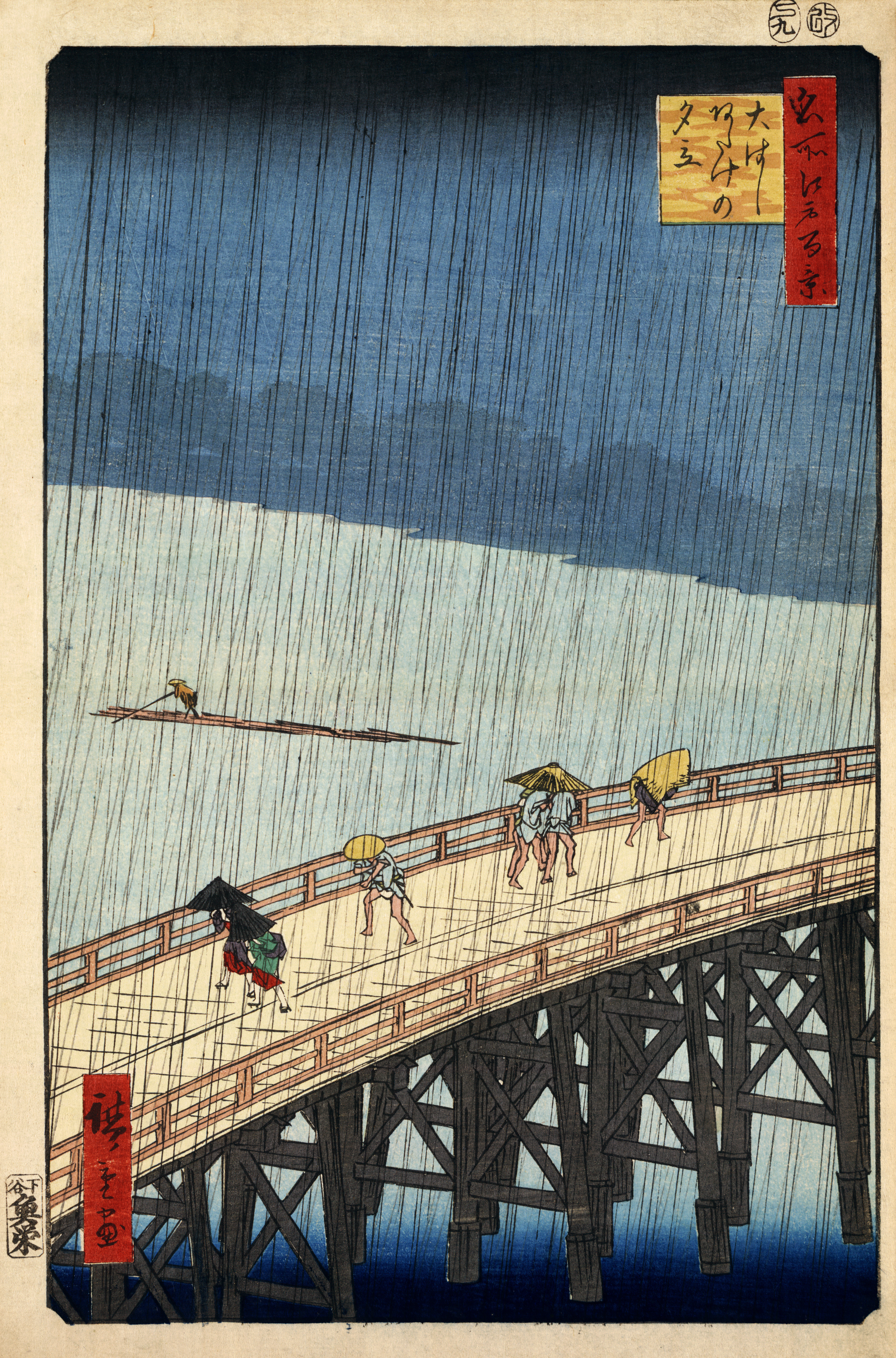
Utagawa Hiroshige, Acquazzone sul ponte Shin-Ōhashi ad Atake, Biblioteca del Congresso, Washington

Van Gogh si decise a realizzare una copia di una delle più famose stampe delle Cento vedute famose di Edo quando rimase ammaliato dal taglio non consueto del ponte.
La prima caratteristica che si può vedere è, infatti, l'impostazione obliqua della costruzione lignea, che non ci permette di vedere né il suo l'inizio né la sua fine e che è in contrasto con l'argine sullo sfondo, che ha direzione inversa. Abbiamo quindi lo stesso tipo d'impostazione che si può vedere ne La grande onda di Kanagawa, realizzata da Katsushika Hokusai nel primi anni '30, che contribuì alla nascita del giapponismo, in cui Van Gogh, come quest'opera stessa mostra, fu coinvolto significativamente.
Un altro aspetto che colpì il pittore fu la stesura piatta dei colori in campiture delimitate in maniera rigida, caratteristica di queste stampe giapponesi.
L'artista però, senza voler realizzare una copia fedele, diede alla colorazione del dipinto un aspetto più personale, il quale si adattava in maggior modo alla sua sensibilità artistica. Possiamo così vedere le forti pennellate che, con le varie tonalità di blu e di verde, creano un effetto di movimento dell'acqua.
Man mano che l'acqua si avvicina allo spettatore, le pennellate si fanno gradualmente più larghe e la sottile pioggia, dipinta non in nero e in direzione verticale, contribuisce a rendere il contrasto con il taglio sghembo del ponte. La cornice del dipinto è riempita da caratteri giapponesi, che aiutano a completare l'aspetto orientaleggiante dell'opera.